# 斯科斯比环形山
斯科斯比环形山（Scoresby）是位于月球正面北极区的一座年轻大撞击坑，约形成于32-11亿年前的爱拉托逊纪，其名称取自英国北极探险家威廉·斯科斯比（William Scoresby，1879年-1857年），1935年被国际天文学联合会正式批准接受。

## 描述

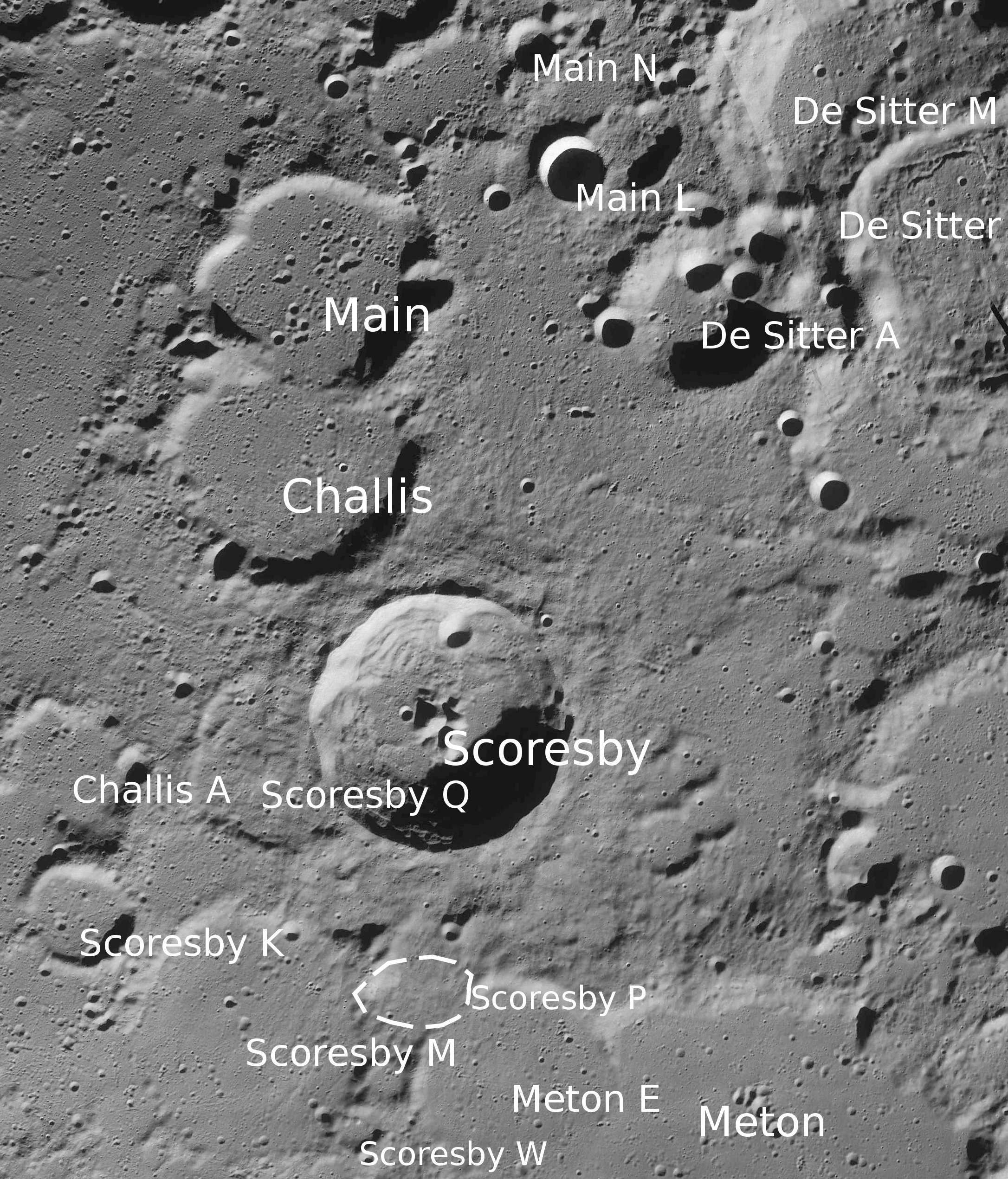
斯科斯比环形山的周边，月球勘测轨道飞行器拍摄。

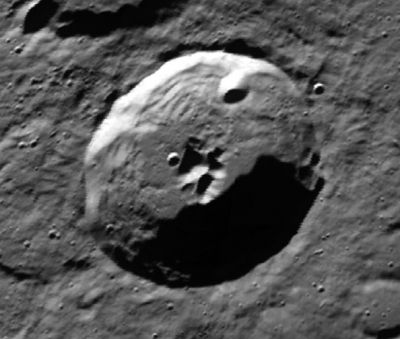
克莱门汀号拍摄的环形山图像

该陨坑西北偏北与查理士环形山相接壤、东北偏东毗邻德西特环形山、优克泰蒙环形山位于它的东南偏东、而巨大的环壁平原-默冬环形山和戈尔德施米特环形山则分别坐落在它的东南偏南和西南。该陨坑中心月面坐标为77°44′N 14°08′E / 77.73°N 14.13°E，直径54.93公里，深度约2.42公里。
斯科斯比环形山外观接近正圆，坑壁完整尖峭，未受到明显的撞击侵蚀和磨损。除被查理士环形山所覆盖的西北侧外，其它部分外壁坡向外延伸距离几近自身直径的一半，宽阔平缓的内壁则显示出已磨损的阶地结构，沿北侧内壁嵌入一座稍大的杯状坑。斯科斯比环形山坑壁最大高出周边地形1170米，内部容积约有2486立方千米。坑内表面大部分平坦和缓，但西北部沟壑纵横，地形坎坷。坑底中心坐落了由三座山岭组成的巨大中央峰结构，紧靠它的西面是一座醒目的小碗状坑。
斯科斯比环形山坑内的中央山岭由含85-90%斜长石的辉长-苏长-橄长斜长岩（GNTA1）构成，这三座山岭中靠东面的一座高度达到1300米。
由于它在月球上所处的位置，从地球上看，斯科斯比环形山外观会产生高度透视变形，形似卵状，但从它的上方看，则非常接近圆形。

## 卫星陨石坑
按照惯例，最靠近斯科斯比环形山的卫星坑在月图上以字母标注在该坑中心点的旁边。

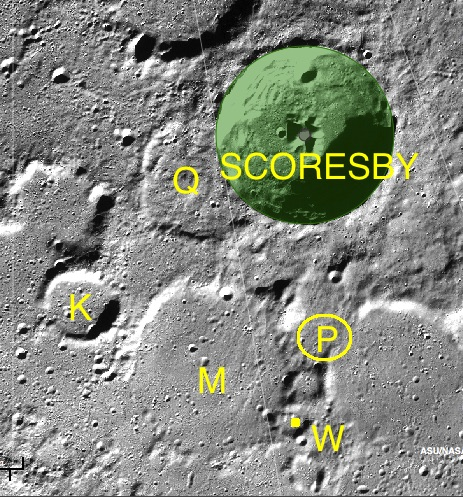
来自国际天文学联合会网站的图片

| 斯科斯比 | 纬度    | 经度    | 直径    |
| -------- | ------- | ------- | ------- |
| K        | 76.3° N | 2.9° E  | 23 公里 |
| M        | 75.6° N | 8.1° E  | 54 公里 |
| P        | 75.8° N | 13.0° E | 26 公里 |
| Q        | 77.4° N | 8.7° E  | 40 公里 |
| W        | 74.5° N | 11.2° E | 10 公里 |

## 另请参阅
- Andersson, L. E.; Whitaker, E. A. . NASA RP-1097. 1982.
- Blue, Jennifer. . USGS. July 25, 2007  [2007-08-05]. （原始内容存档于2018-12-25）.
- Bussey, B.; Spudis, P. . New York: Cambridge University Press. 2004. ISBN 978-0-521-81528-4.
- Cocks, Elijah E.; Cocks, Josiah C. . Tudor Publishers. 1995. ISBN 978-0-936389-27-1.
- McDowell, Jonathan. . Jonathan's Space Report. July 15, 2007  [2007-10-24]. （原始内容存档于2018-12-25）.
- Menzel, D. H.; Minnaert, M.; Levin, B.; Dollfus, A.; Bell, B. . Space Science Reviews. 1971, 12 (2): 136–186. Bibcode:1971SSRv...12..136M. doi:10.1007/BF00171763.
- Moore, Patrick. . Sterling Publishing Co. 2001. ISBN 978-0-304-35469-6.
- Price, Fred W. . Cambridge University Press. 1988. ISBN 978-0-521-33500-3.
- Rükl, Antonín. . Kalmbach Books. 1990. ISBN 978-0-913135-17-4.
- Webb, Rev. T. W.  6th revised. Dover. 1962. ISBN 978-0-486-20917-3.
- Whitaker, Ewen A. . Cambridge University Press. 1999. ISBN 978-0-521-62248-6.
- Wlasuk, Peter T. . Springer. 2000. ISBN 978-1-85233-193-1.